# Pablo Contreras
Pour les articles homonymes, voir Contreras.
Pablo Andrés Contreras Fica, dit Pablo Contreras, est un ancien footballeur chilien né le 11 septembre 1978 à Santiago. Il évoluait au poste de défenseur. Il prend sa retraite à la fin de la saison 2014.

## Biographie
Il fait partie des 23 joueurs chiliens sélectionnés pour participer à la Coupe du monde 2010.

## Carrière
- 1997-août 1999 : Colo Colo ( Chili) (35 matchs, 2 buts)
- 1999-janvier 2001 : AS Monaco ( France)
- janvier 2001-2001 : Racing Club ( Argentine)
- 2001-2002 : Osasuna Pampelune ( Espagne)
- 2002-2003 : Sporting Portugal ( Portugal)
- 2003-2007 : Celta Vigo ( Espagne)
- 2007-2008 : Sporting Braga ( Portugal)
- 2008-janvier 2012 : PAOK Salonique ( Grèce)
- janvier 2012-2012 : Colo Colo ( Chili)
- 2012-2013 : Olympiakos Le Pirée ( Grèce)[1],[2]
- 2013-2014 : Melbourne Victory FC ( Australie)

## Palmarès

### En club
- Champion du Chili en 1997 et en 1998 avec Colo Colo
- Champion de France en 2000 avec l'AS Monaco
- Champion de Grèce en 2013 avec l'Olympiakos
- Vainqueur du Trophée des Champions en 2000 avec l'AS Monaco
- Vainqueur de la Supercoupe du Portugal en 2002 avec le Sporting Lisbonne

### EnÉquipe du Chili
- 67 sélections et 2 buts entre 1999 et 2012
- Médaille de Bronze aux Jeux Olympiques en 2000 avec les Olympiques
- Participation à la Copa América en 1999 (4e), en 2007 (1/4 de finaliste) et en 2011 (1/4 de finaliste)
- Participation à la Coupe du Monde en 2010 (1/8 de finaliste)

### Statistiques
- 1er match en Ligue 1 : AS Monaco - ASSE (2-2) le 30 juillet 1999
- 53 matchs et 2 buts en Primera División
- 26 matchs en Division 1
- 8 matchs en Primera División
- 96 matchs et 6 buts en Primera Liga
- 36 matchs et 1 but en Segunda Liga
- 43 matchs et 2 buts en Primeira Liga
- 87 matchs et 7 buts en Superleague Elláda
- 20 matchs en A-League
- 7 matchs en Ligue des Champions
- 13 matchs en Coupe de l'UEFA